# Xóa sổ các bệnh truyền nhiễm

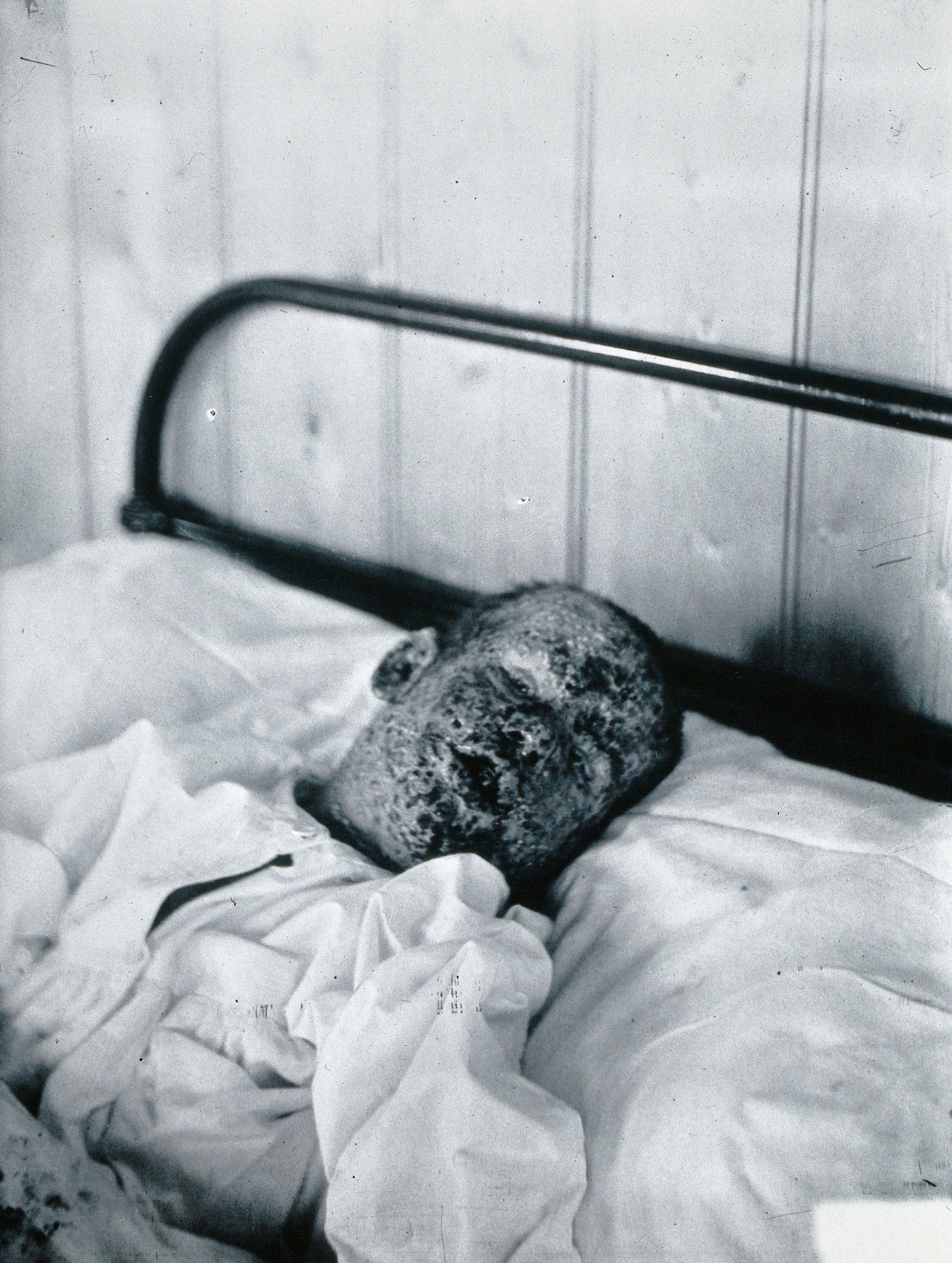
Một đứa trẻ bị bệnh đậu mùa. Năm 1979, Tổ chức Y tế Thế giới tuyên bố xóa sổ bệnh đậu mùa trên toàn cầu. Đây là căn bệnh duy nhất của con người được xóa bỏ trên toàn thế giới.

Xóa sổ hay diệt trừ là giảm tỷ lệ lưu hành của một bệnh truyền nhiễm trong dân số vật chủ toàn cầu xuống còn 0. Đôi khi, nó bị nhầm lẫn với loại trừ, mô tả việc giảm tỷ lệ hiện mắc bệnh truyền nhiễm trong dân số khu vực xuống 0, hoặc giảm tỷ lệ hiện mắc trên toàn cầu xuống một lượng không đáng kể. Sự nhầm lẫn thêm nữa nảy sinh từ việc sử dụng thuật ngữ diệt trừ để chỉ việc loại bỏ hoàn toàn một tác nhân gây bệnh nhất định khỏi một cá nhân (còn được gọi là loại bỏ nhiễm trùng), đặc biệt trong bối cảnh của HIV và một số loại vi-rút khác, tại đó  các phương pháp chữa trị như vậy được tìm kiếm.
Việc lựa chọn các bệnh truyền nhiễm để diệt trừ dựa trên các tiêu chí khắt khe, vì cả đặc điểm sinh học và kỹ thuật đều xác định xem một sinh vật gây bệnh có thể bị diệt trừ (ít nhất là có khả năng) hay không. Sinh vật được nhắm mục tiêu không được có ổ chứa không phải con người (hoặc, trong trường hợp dịch bệnh ở động vật, ổ chứa bệnh phải là loài dễ nhận biết, như trong trường hợp sâu bọ) và/hoặc khuếch đại trong môi trường. Điều này ngụ ý rằng có đầy đủ thông tin về vòng đời và động lực truyền dẫn tại thời điểm một sáng kiến diệt trừ được lập trình. Phải có biện pháp can thiệp hiệu quả và thiết thực (chẳng hạn như vắc-xin hoặc thuốc kháng sinh) để làm gián đoạn sự lây truyền của tác nhân gây nhiễm trùng. Các nghiên cứu về bệnh sởi trong thời kỳ trước khi tiêm chủng đã dẫn đến khái niệm về quy mô cộng đồng tới hạn, vốn là quy mô dân số dưới đó mầm bệnh không còn lưu hành. Sử dụng các chương trình tiêm chủng trước khi thực hiện chiến dịch loại trừ bệnh có thể làm giảm dân số nhạy cảm. Căn bệnh cần diệt trừ phải được xác định rõ ràng và cần có một công cụ chẩn đoán chính xác. Các cân nhắc về kinh tế, cũng như cam kết và hỗ trợ xã hội và chính trị là những yếu tố quan trọng khác quyết định tính khả thi của việc xóa sổ.
Hai bệnh truyền nhiễm đã được xóa sổ thành công: bệnh đậu mùa và bệnh dịch tả trâu bò (rinderpest). Ngoài ra còn có bốn chương trình đang diễn ra, nhắm mục tiêu vào các bệnh bại liệt, bệnh ghẻ cóc, bệnh giun Guinea, và bệnh sốt rét. Tính đến  tháng 4 năm 2008, 5 bệnh truyền nhiễm khác đã được xác định  có khả năng có thể bị xóa sổ với công nghệ hiện tại của Lực lượng Đặc nhiệm Quốc tế về Xóa bỏ Dịch bệnh của Trung tâm Carter— sởi, quai bị, rubella, giun chỉ bạch huyết và bệnh ấu trùng sán lợn.